# 異系交配弱勢
異系交配弱勢（いけいこうはいじゃくせい、英: Outbreeding depression）は、生物学において、遺伝的に遠縁な個体間の交配（異系交配）によって生まれる子供が、両親よりも環境に対する適応度が低く、またはより遺伝的に近縁な個体間の交配によって生まれる子供よりも低いこと。近交弱勢の対義語である。